# Резня в Эгбекау
6 ноября 2023 года Тигры Амбазонии устроили резню в Эгбекау, Мамфе, Манью, Юго-западный регион Камеруна. Более 30 человек погибли, по большей части представители народа Боки.

## Предыстория
Представители народа Боки в Эгбекау ранее нанимались для ликвидации сепаратистов Амбазонии. 5 ноября наёмниками был убит один из солдат. После этого Тигры Амбазонии выслали предупреждение с требованием выгнать всех представителей народа Боки и поклялись отомстить.

## Атака
Очевидцы сообщили, что нападение произошло примерно в 4:00 по местному времени. Тигры поджигали дома со спавшими жителями внутри и деревья. Минимум 30 человек умерли, многие получили серьёзные травмы Тигры также атаковали отдельные дома в которых жили Боки..